# Grey Goose
Grey Goose è una marca francese di vodka, creata nel 1997 a Cognac, in Francia, dal 2004 facente parte del gruppo Bacardi.

## Storia
La storia della vodka Grey Goose inizia nel giugno del 1996, quando il miliardario statunitense Sidney Frank, fondatore della SFIC, sviluppò l'idea di creare una vodka da inserire nel mercato degli alcolici di fascia alta. Fino a quel momento la vodka più costosa disponibile sul mercato statunitense era la Absolut, venduta ad un prezzo medio di 15 $: Frank pensò di puntare su un prodotto di qualità superiore, definito "super-premium" ad un prezzo di 30 $. La vodka fu scelta come prodotto, oltre che per la lacuna del mercato, anche per la semplicità e celerità dei tempi fra produzione e vendita.
La creazione del distillato fu affidata al mastro cantiniere François Thibault, specializzato in cognac, il quale propose un centinaio di varianti; dopo un'accurata selezione, venne scelto il distillato ritenuto migliore. La produzione cominciò subito e la Grey Goose fu commercializzata a partire dal 1997, basandosi sulla rete di distribuzione che Frank ha perfezionato per il liquore tedesco Jägermeister. La vodka ottenne un successo immediato negli Stati Uniti dove divenne l'esportazione più grande della produzione, soprattutto grazie alla strategia di marketing aggressiva.
Grey Goose vede crescere così le sue vendite che raggiungono 1,4 milioni di casse all'anno nel 2003, dietro marchi famosi come Absolut e Smirnoff (rispettivamente 4,5 e 7 milioni nel 2003). Nel giugno 2004, Sidney Frank vende Grey Goose al gruppo Bacardi per una somma stimata a 2,2 miliardi di dollari statunitensi, permettendo all'acquirente di colmare una lacuna nel suo portafoglio di alcolici (la vodka Türi, lanciata nel 2002, non ebbe il successo contato).

## Caratteristiche
La Grey Goose è una vodka di categoria superpremium ideata dal mastro cantiniere François Thibault. È una vodka dall'aspetto bianco cristallino, senza sedimenti. Il profumo è netto, con sentori floreali ed esperidati, al palato risulta un gusto rotondo, morbido, con note di mandorla. Da servire preferibilmente ad una temperatura compresa fra i 0 e 5 °C, si può servire puro o come ingrediente per cocktail, tra i quali il vodkatini è quello consigliato dal creatore. La vodka Grey Goose è commercializzata nei formati da 0,5 cl., 20 cl, 35 cl, 37,5 cl., 50 cl., 70 cl., 100 cl., 150 cl., 300 cl., 450 cl. e 600 cl..

### Produzione
La Grey Goose viene prodotta a Gensac-la-Pallue dall'azienda H. Mounier, con grano invernale coltivato in Picardia e Beauce, la cui acquavite è distillata attraverso un alambicco a sei colonne con un processo a cinque tappe e 550 controlli che dura circa 8 mesi. Il distillato grezzo viene diluito con acqua di fonte di Gensac-la-Pallue filtrata dal terreno ricco di calcari di Champagne.

## Marchio
Il nome Grey Goose è stata ideato nel 1996 da Sidney Frank, ancor prima di avere il distillato pronto: esso deriva dal nome di un vino Liebfraumilch visto dal miliardario negli anni settanta. Il logo è composto da un'oca grigia in volo, il nome in carattere Albertus blu ombreggiato in rosso e bianco e una striscia con i colori della bandiera francese.

### Confezione
La bottiglia nella quale la vodka è distribuita è un cilindro di vetro satinato bianco, con una finestra di vetro trasparente a forma di oca, attraverso cui è possibile vedere un paesaggio dipinto con i toni del blu. All'esterno della bottiglia son disegnati il logo, delle oche in volo,  e la menzione "Francia". Dal 2013, lo sviluppatore del packaging Grey Goose è l'Italiano Riccardo Monari.

## Varianti
- Vodka(1997): la versione originale, non aromatizzata.
- VX (2014): versione ibridata con cognac.
- La Vanille (2003): versione alla vaniglia.
- La Poire (2007): variante aromatizzata con pere Anjou coltivate in Isère.
- Cherry Noir (2012): versione alla ciliegia.
- Le Melon (2014): variante aromatizzata con meloni Cavaillon coltivati in Provenza.
- Le Citron: variante aromatizzata con limoni di Mentone
- L'Orange: versione all'arancia.

## Edizioni limitate
- Night Vision (2013): la prima bottiglia "Edizione Limitata" di Grey Goose è stata lanciata su scala globale in occasione delle festività natalizie. La bottiglia è di vetro laccato blu con un led incorporato nella base.[11]

## Promozione
Il successo del marchio è dovuto ad una «coincidenza di tempismo e moda» ed una campagna promozionale di guerriglia marketing. L'idea di produrre una vodka francese è stata concepita per capitalizzare sul prestigio dell'immagine francese nei prodotti di lusso. Un'altra caratteristica atta a definire il marchio è il design della bottiglia, studiata per risaltare grazie anche all'altezza maggiore rispetto alle altre bottiglie. La strategia di marketing della Grey Goose prevede principalmente sponsorizzazione di locali esclusivi ed eventi. Nel 1997 l'azienda investì 30 milioni di dollari in marketing, distribuendo bottiglie da 1,5 litri ai principali locali degli Stati Uniti, pagando rappresentati e baristi perché pubblicizzassero la nuova vodka. Nel 1998 la campagna promozionale si basò sul risultato ottenuto dalla recensione del Best Tasting Institute di Chicago creando lo slogan «The world's best tasting vodka». Nel 2008 crea nell'Hotel Le Kube di Parigi il "Le Kube Bar", primo bar di ghiaccio di Parigi. Nel 2011 apre nella sala d'attesa della Virgin Atlantic, nell'aeroporto di Heathrow il bar Grey Goose Loft. Nel 2012 sponsorizza gli Emmy Award e crea un cocktail ad hoc, denominato appunto "The Emmy". Nel 2013 firma un accordo triennale come sponsor del PGA Tour.

### Responsabilità sociale
Nel 2014 La grey Goose ha finanziato il progetto "A Talent Beyond", mettendo in palio quindici borse di studio per il Centro sperimentale di cinematografia Roma e il premio "An Acting Talent Beyond", consegnato a Miriam Galanti alla 71ª Mostra del cinema di Venezia, per il miglior attore esordiente. Nel 2015 indice la borsa di studio "Les Visionnaires Scholarship Fund" per la scuola d'arte Central Saint Martins di Londra.

## Riconoscimenti
Medaglia di platino nel (96 punti) e prima classificata come vodka dell'anno 1998 conferita dal Best Tasting Institute di Chicago.

## Cultura di massa
Vari personaggi famosi han dichiarato di apprezzare la Grey Goose; fra questi George Clooney, Bruce Willis, Brad Pitt, Matt Damon, Sean Penn, Paris Hilton, Sarah Jessica Parker, Jamie Foxx, i Black Eyed Peas e Lil Jon.

### Cinema e televisione
La vodka Grey Goose viene utilizzata o compare in diversi film:
- Sex and the city (serie tv, 1998)
- Ocean's Eleven - Fate il vostro gioco, Ocean's Twelwe, Ocean's Thirteen (film, 2001, 2004 e 2007)
- Tutta colpa dell'amore (film, 2002)
- Melinda e Melinda (film 2004)
- The Interpreter (film, 2005)
- Hitch - Lui sì che capisce le donne (film, 2005)
- Be cool (film, 2005)
- Mr. & Mrs. Smith (film 2005)
- Quel mostro di suocera (film, 2005)
- Gigolò per caso (film, 2013)

### Musica
Nel 2014 Cesare Cremonini registra un brano intitolato GreyGoose. Nel 2015 il rapper Guè Pequeno cita la vodka Grey Goose in "Rose Nere".